# Anumeta major
Anumeta major là một loài bướm đêm trong họ Erebidae.